# Mohamed Katir
Mohamed Katir (ur. 17 lutego 1998 w Al-Kasr al-Kabir) – hiszpański lekkoatleta specjalizujący się w biegach średnich i długich. Do końca 2019 roku reprezentował Maroko.
Czwarty zawodnik biegu na 3000 metrów podczas halowych mistrzostw Europy w Toruniu (2021). W tym samym roku był ósmy w biegu na 5000 metrów podczas igrzysk olimpijskich w Tokio.
W 2022 zdobył brązowy medal w biegu na 1500 metrów podczas mistrzostw świata w Eugene, a także srebrny medal mistrzostw Europy w Monachium.
W 2023 został wicemistrzem świata w biegu na 5000 metrów w rozgrywanych w Budapeszcie mistrzostwach świata.
Złoty medalista mistrzostw Hiszpanii.

## Osiągnięcia
| Rok  | Impreza                                   | Miejsce   | Konkurencja      | Lokata     | Wynik    |
| ---- | ----------------------------------------- | --------- | ---------------- | ---------- | -------- |
| 2021 | Halowe mistrzostwa Europy                 | Toruń     | bieg na 3000 m   | 4. miejsce | 7:49,72  |
| 2021 | Igrzyska olimpijskie                      | Tokio     | bieg na 5000 m   | 8. miejsce | 13:06,60 |
| 2022 | Mistrzostwa świata                        | Eugene    | bieg na 1500 m   | 3. miejsce | 3:29,90  |
| 2022 | Mistrzostwa Europy                        | Monachium | bieg na 5000 m   | 2. miejsce | 13:22,98 |
| 2022 | Mistrzostwa Europy w biegach przełajowych | Turyn     | bieg seniorów    | 9. miejsce | 30:06    |
| 2022 | Mistrzostwa Europy w biegach przełajowych | Turyn     | drużyna seniorów | 3. miejsce |          |
| 2023 | I dywizja drużynowych mistrzostw Europy   | Chorzów   | bieg na 1500 m   | 1. miejsce | 3:36,95  |
| 2023 | Mistrzostwa świata                        | Budapeszt | bieg na 1500 m   | półfinał   | 3:33,56  |
| 2023 | Mistrzostwa świata                        | Budapeszt | bieg na 5000 m   | 2. miejsce | 13:11,44 |

## Rekordy życiowe
- Bieg na 1500 metrów (stadion) – 3:28,76 (2021) rekord Hiszpanii
- Bieg na 1500 metrów (hala) – 3:34,32 (2023)
- Bieg na 3000 metrów (stadion) – 7:27,64 (2021) rekord Hiszpanii
- Bieg na 3000 metrów (hala) – 7:24,68 (2023) rekord Europy, 2. wynik w historii światowej lekkoatletyki
- Bieg na 5000 metrów – 12:45,01 (2023) do 2025 rekord Europy, rekord Hiszpanii